# Plutodes malaysiana
Plutodes malaysiana là một loài bướm đêm trong họ Geometridae.